# Ferrovia de Integração do Centro-Oeste
A Ferrovia de Integração Centro Oeste - FICO (EF-354), é uma ferrovia transversal brasileira em construção, com aproximadamente 1.641 quilômetros de extensão, em bitola larga, que interligará a Ferrovia Norte-Sul em Mara Rosa (GO), até Vilhena (RO) para o escoamento da produção de grãos da região Centro Oeste. Esta ferrovia é parte do contexto do projeto da Ferrovia Transoceânica, que busca conectar o litoral atlântico brasileiro ao litoral peruano do Oceano Pacífico. O projeto e construção desta ferrovia está a cargo da Infra S.A., empresa pública vinculada ao Ministério dos Transportes.

## Características
A FICO tem como objetivo inicial, propor uma opção logística ferroviária eficiente para o escoamento da produção de grãos da região Centro Oeste (maior produtor nacional), em direção aos portos brasileiros de grande capacidade, acessados a partir da Ferrovia Norte-Sul e consequentemente a malha nacional. Já no contexto da Ferrovia Transoceânica, a FICO terá como objetivo oferecer ligação da produção nacional aos portos peruanos do Oceano Pacífico, reduzindo drasticamente o custo do transporte marítimo de grãos e minérios exportados para a Ásia e o Oriente Médio.
O projeto da Ferrovia de Integração Centro Oeste é dividido em três trechos:
- Mara Rosa (GO) a Aguá Boa (MT) - Será o primeiro trecho a ser construído com 383 km, iniciando no entroncamento com a FNS em Goiás e atingindo a região produtora do Vale do Araguaia, no Leste de Mato Grosso. Este trecho teve o Projeto Básico finalizado em dezembro de 2010, contratado pela VALEC.

- Aguá Boa (MT) a Lucas do Rio Verde (MT) - Esta extensão com cerca de 505 km, alcançará a produção de grãos (principalmente soja e milho) do centro norte do estado de Mato Grosso, maior região produtora de soja do Brasil (o correspondente a cerca de 10% da produção mundial desse grão). Este trecho teve o Projeto Básico finalizado em fevereiro de 2012[2].

- Lucas do Rio Verde (MT) a Vilhena (RO) - Este último trecho com aproximadamente 646 km, alcançará a região produtora de grãos do sul do estado de Rondônia e possibilitará o transporte mais eficiente de combustíveis e industrializados vindos de outras regiões do país, em direção ao estado[3].

## História
A EF-354 tem origem no projeto de ferrovia denominada inicialmente Ferrovia Transulamericana, idealizada na década de 1950, com o objetivo de ligar o Oceano Atlântico ao Pacífico. Entretanto, o projeto não avançou durante décadas até ser incluído no Plano Nacional de Viação por meio da Lei 11.772, de 17 de setembro de 2008, durante o segundo mandato do presidente Luiz Inácio Lula da Silva, como Ferrovia Transoceânica.
Esta mesma lei outorgou à VALEC a construção, uso e gozo do trecho da ferrovia entre Campinorte (GO) e Vilhena (RO), chamada Ferrovia de Integração Centro Oeste, que começou os estudos para a implantação ainda em 2008. O EIA-RIMA e o Projeto Básico, contemplando o segmento de Campinorte (GO) a Água Boa (MT), foram contratados pela VALEC e finalizados em dezembro de 2010. Em fevereiro de 2012, o trecho Aguá Boa a Lucas do Rio Verde (MT) teve o Projeto Básico finalizado.
Em 2010, o projeto foi incluído na segunda fase do Programa de Aceleração do Crescimento, mas sem avanços no inicio da construção. Em junho de 2015, foi assinado um acordo entre os governos da China, Brasil e Peru para viabilizar a realização de estudos sobre a construção da Ferrovia Transoceânica, considerando a ligação entre a Ferrovia Norte-Sul e o litoral peruano.
Em julho de 2018, o presidente Michel Temer anunciou a vinculação da construção do trecho Campinorte-Água Boa da Ferrovia de Integração Centro-Oeste a mineradora VALE, como contrapartida  ao pagamento do Valor de Outorga pela prorrogação antecipada do contrato de concessão da Estrada de Ferro Vitória a Minas e da Estrada de Ferro Carajás, por mais 30 anos, baseado nos termos da Lei 13.448 de 2017. A Vale terá o prazo de até cinco anos para concluir a ferrovia, que depois de pronta será entregue ao governo para ser licitada.
Em 2019, o projeto passou por revisão pelos técnicos da VALEC, o que resultou na mudança do ponto inicial da ferrovia de Campinorte para Mara Rosa (GO), aproveitando as características da topografia da região e evitando a operação assistida por helper.

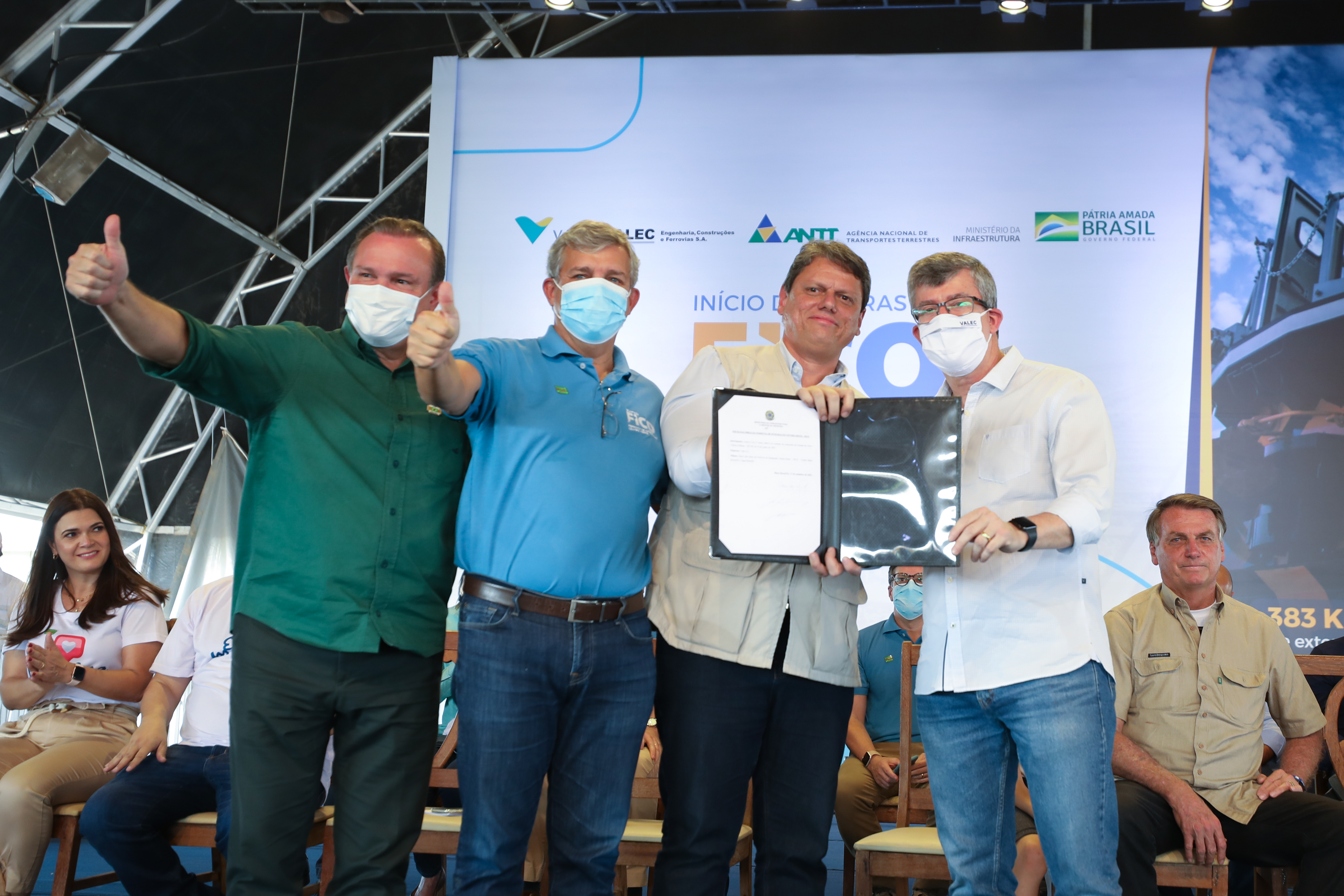
Cerimônia que marcou o início das obras em Mara Rosa (GO), no dia 17 de setembro de 2021.

No dia 18 de dezembro de 2020, a Vale S/A, a Agência Nacional de Transportes Terrestres (ANTT) e pela Infra S.A., assinaram os termos aditivos dos contratos de prorrogação antecipada da Estrada de Ferro Vitória a Minas (EFVM), onde R$ 2,73 bilhões do valor da outorga foi destinado para a construção do trecho Mara Rosa (GO) a Água Boa (MT), em forma de Investimento Cruzado. A Vale ficou responsável pelas obras e terá o prazo de cinco anos para finalizar o empreendimento.
Em setembro de 2021, a Vale iniciou as obras a partir do entroncamento com a EF-151 em Mara Rosa (GO), executando ações de desmonte de rochas, terraplanagem e fabricação de aduelas. As primeiras 1.800 toneladas de trilhos chegaram ao canteiro de obras em março de 2023.

## Traçado
| Trecho                                  | Data de inauguração | Comprimento (km) | Comprimento desde Mara Rosa (km) | Inicio das obras | Observações e Conexões |
| --------------------------------------- | ------------------- | ---------------- | -------------------------------- | ---------------- | --- |
| Mara Rosa (GO) - Água Boa (MT)          | 2024 (previsto)     | 383              | 383                              | 2021             | Ponte sobre o Rio Araguaia entre Aruanã (GO) e Cocalinho (MT) e integração com a Hidrovia Tocantins-Araguaia. Conexão com a BR-158 próximo a Água Boa (MT). |
| Água Boa (MT) - Lucas do Rio Verde (MT) | Indefinido          | 505              | 888                              | Indefinido       | Entroncamento ferroviário com a Ferronorte (EF-364) e com Ferrogrão (EF-170) em Lucas do Rio Verde (MT).                                                    |
| Lucas do Rio Verde (MT) - Vilhena (RO)  | Indefinido          | 646              | 1534                             | Indefinido       | Conexão com a BR-364 em Vilhena (RO). |

### Prolongamento
Uma extensão de aproximadamente 770 quilômetros entre Vilhena e Porto Velho (RO) está em estudo pelo governo federal, possibilitando a integração com a Hidrovia do Madeira.